# CC 65000
Les CC 65000 sont une série de vingt locomotives diesel-électriques commandées par la SNCF le 1er février 1955.
Elles constituent, avec les CC 65500, les premières locomotives diesel « de ligne » de construction française et sont conçues pour assurer un service mixte, marchandises et voyageurs. La première d'entre elles est livrée au dépôt de La Rochelle-Bongraine en décembre 1956. Ces locomotives interviennent surtout sur la transversale Nantes — Bordeaux et les antennes qui s'y rattachent. De leur livraison à la fin des années 1970, elles figurent en tête de trains de marchandises et de rames de voyageurs. Par la suite, leur activité est réduite à la traction des trains de marchandises bien souvent en unités doubles.
La série est retirée du service entre 1981 et 1988 mais deux exemplaire sont préservés : la CC 65001 à la Cité du train à Mulhouse et la CC 65005 par le Train des mouettes (en 2022, garée pour restauration à Saintes).

## Origine
En 1954, la SNCF lance un appel d'offres pour la construction de machines de ligne à moteur diesel. Elle souhaite en effet abandonner au plus vite la traction vapeur car elle l'estime bien trop onéreuse (en hommes, en combustible et en maintenance au regard du faible nombre d'heures de service), en évitant pour autant d'électrifier tout son réseau, ce qui serait très coûteux. Elle envisage donc de tester, sur une large zone géographique, la faisabilité et la rentabilité de la traction diesel.
La SNCF lance deux projets, l'un pour des locomotives lourdes destinées au trafic marchandises, les futures CC 65500, l'autre pour des machines plus légères, capables de tracter des trains de marchandises comme des rames de voyageurs. Alsthom répond à ce second appel d'offres, dont le cahier des charges est exigeant :
- poids adhérent de cent tonnes ;
- charge maximum par essieu de dix huit tonnes pour circuler sur des voies secondaires ;
- effort à la jante à vingt kilomètres à l'heure : 15 800 kgf ; à 120 km/h : 2 610 kgf ;
- utilisation de fioul domestique comme carburant ;
- chaudière à vapeur pour le chauffage des voitures ;
- vitesse maximale de 130 km/h ;
- cabine de conduite à chaque extrémité.

Les locomotives sont destinées à assurer tout type de trafic : voyageurs express, messageries et marchandises sur les liaisons Bordeaux-Nantes et La Rochelle-Poitiers. Elles doivent y remplacer l'ancien parc de locomotives à vapeur formé par les  231 F, 141 R, 141 C et 140 C.

## Description

### Caractéristiques techniques

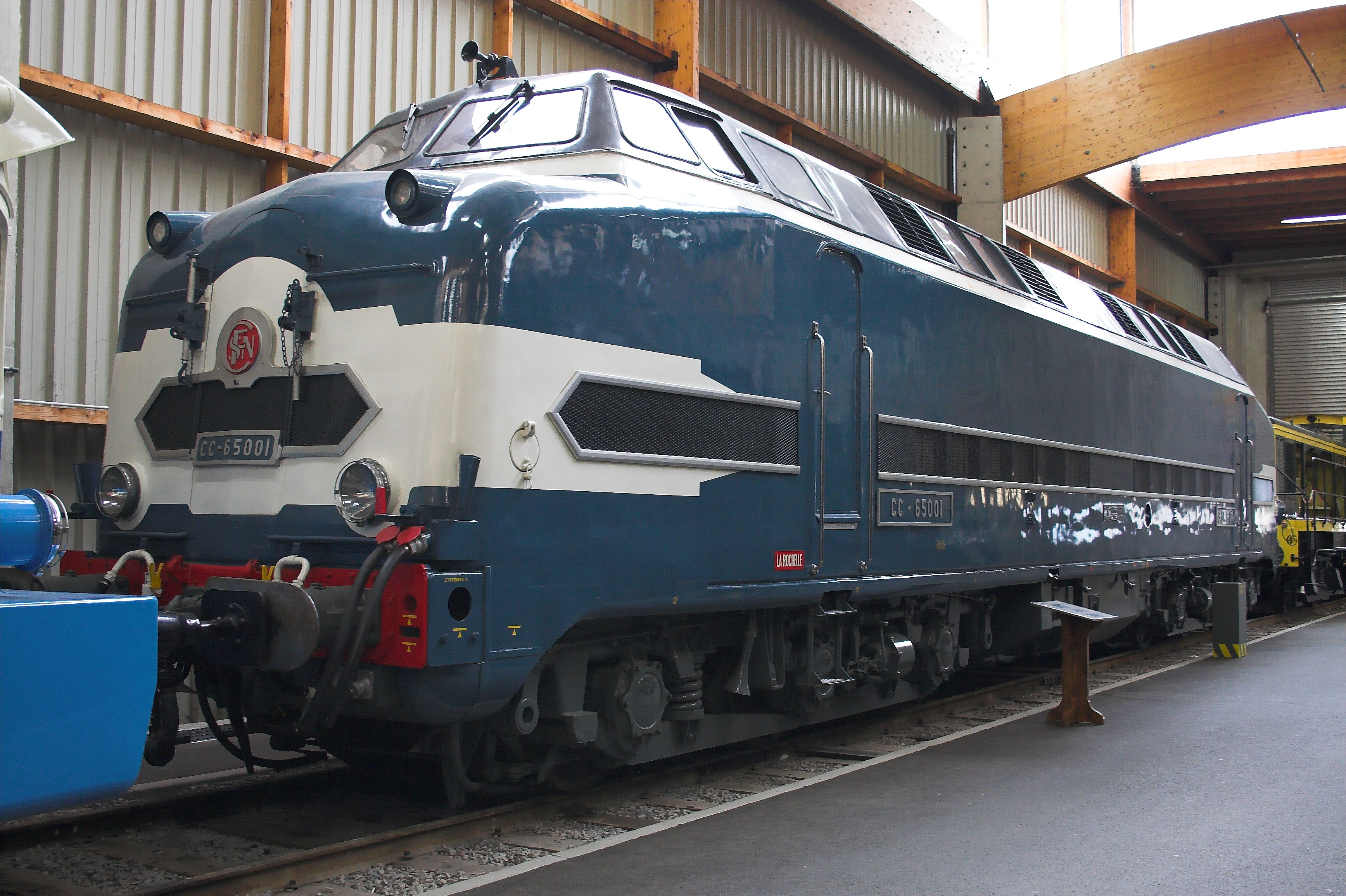
La CC 65001 conservée à la Cité du Train à Mulhouse.

Afin que la machine puisse circuler sur toutes les lignes, la charge par essieu est ramenée à dix-sept tonnes. Les 060 DB sont donc des machines « légères », mais disposant de beaucoup de puissance (pour tracter les trains de marchandises) et d'une chaudière à fioul domestique (pour chauffer les rames de voyageurs en hiver) installée dans la caisse entre les moteurs diesel.
Les deux moteurs MGO à douze cylindres en V suralimentés développent chacun 930 ch à 1 500 tr/min. Ils sont très proches de ceux équipant les BB 63500, les X 2720 et X 2800. Un essai est fait avec des moteurs de seize cylindres. Ces moteurs sont construits sous licence MGO par la société SACM à Mulhouse. Les locomotives comportent une génératrice principale GP 830 M par groupe-moteur ; ceux-ci peuvent être isolés, permettant à la locomotive de fonctionner à demi-puissance en cas d'avarie d'un groupe,. Alimentée par les batteries, la génératrice fait aussi office de démarreur pour le moteur diesel.
Outre les moteurs diesel, les CC 65000 utilisent des équipements déjà éprouvés, comme les bogies très proches de ceux des CC 7100, bien que plus légers. Les six moteurs électriques de traction Alsthom TA 643 A sont suspendus par le nez et disposent d'une ventilation forcée, chaque moteur attaquant un essieu.
Le manipulateur, caractéristique, comprend une commande marche avant/marche arrière avec les positions série/parallèle et point mort, ainsi qu'un volant avec les positions neutre, lancement et huit crans de traction plus les poignées de la veille automatique.
Les locomotives possèdent deux régimes de marche, autorisant une vitesse maximale de 80 km/h (marchandises) ou 130 km/h (voyageurs). D'une puissance unitaire de 970 kW (1 800 ch), elles sont aptes à la marche en unités multiples (un seul conducteur pour plusieurs locomotives) et, à cet effet, disposent de portes frontales d'intercirculation permettant le passage d'une locomotive à l'autre ; dans la pratique, ces portes ne sont jamais utilisées et cet aménagement n'est reconduit sur aucune série ultérieure. En raison de l'étroitesse de leur compartiment interne, peu accessible, ces locomotives sont affublées du surnom de « sous-marins »,.

### Livrée
Le dessin de la locomotive, inspiré des machines américaines disposant de capots proéminents et de postes de conduite surélevés, ainsi que sa livrée sont dus au styliste Paul Arzens. À leur sortie d'usine, les CC 65000 reçoivent une livrée uniforme bleu roi 203 avec motifs frontaux et filet « crème autorail » 407. Dans les années 1960, leur décoration se rapproche de celle des autres locomotives diesel de ligne : caisse « bleu diesel » clair 205 avec du « bleu diesel » foncé 206 en partie supérieure et sur le pavillon, filet et motifs frontaux (dont la surface est réduite) blanc cassé 703,.

## Carrière

Déraillement et incendie da la locomotive CC 65016 après être entrée en collision avec une automobile sur l'ancien passage à niveau du Marouillet entre La Rochelle et Rochefort (Charente-Maritime) en 1969.

Le nombre de CC 65000 nécessaires est d'abord évalué à cinquante, mais après la livraison des quinze premiers exemplaires et la mise en service des BB 66000, la série est limitée à vingt locomotives en deux commandes de quinze puis cinq locomotives, respectivement passées le 1er février puis le 18 novembre 1955 pour des mises en service commercial s'échelonnant du 8 janvier 1957 au 2 juillet 1958.

### Marches d'essais
En préalable à leur mise en service commercial plusieurs CC 65000 se livrent à des essais destinés à valider leurs qualités au cours du dernier trimestre 1956 et au début de l'année 1958. En octobre 1956, des essais conduisent la 060 DB 1 de Belfort à Vesoul et de Belfort à Épinal ; la locomotive démarre notamment une rame de mille cent tonnes en rampe de 10 ‰ avec un effort au crochet de vingt trois tonnes. En décembre 1956, la même locomotive effectue des marches d'essais de Paris-Saint-Lazare à Évreux et de Paris-Saint-Lazare à Mantes-la-Jolie où elle est présentée à Charles Boyaux, alors directeur général de la SNCF. En 1957, des essais conduisent la 060 DB 2 d'Étampes à Pithiviers et en mars de cette même année celle-ci en unité multiple (UM) avec la numéro quatre sont essayées avec un train de 710 tonnes entre Paris et Cherbourg-Maritime devant franchir des rampes de 11 pour milles capable de se maintenir à 67 km/h.
En octobre 1958, les 060 DB 5 et 8 se rendent sur la ligne Marseille à Nice et Vintimille, l'électrification de cette section n'étant encore pas décidée.

### Utilisation en service mixtes, voyageurs et marchandises

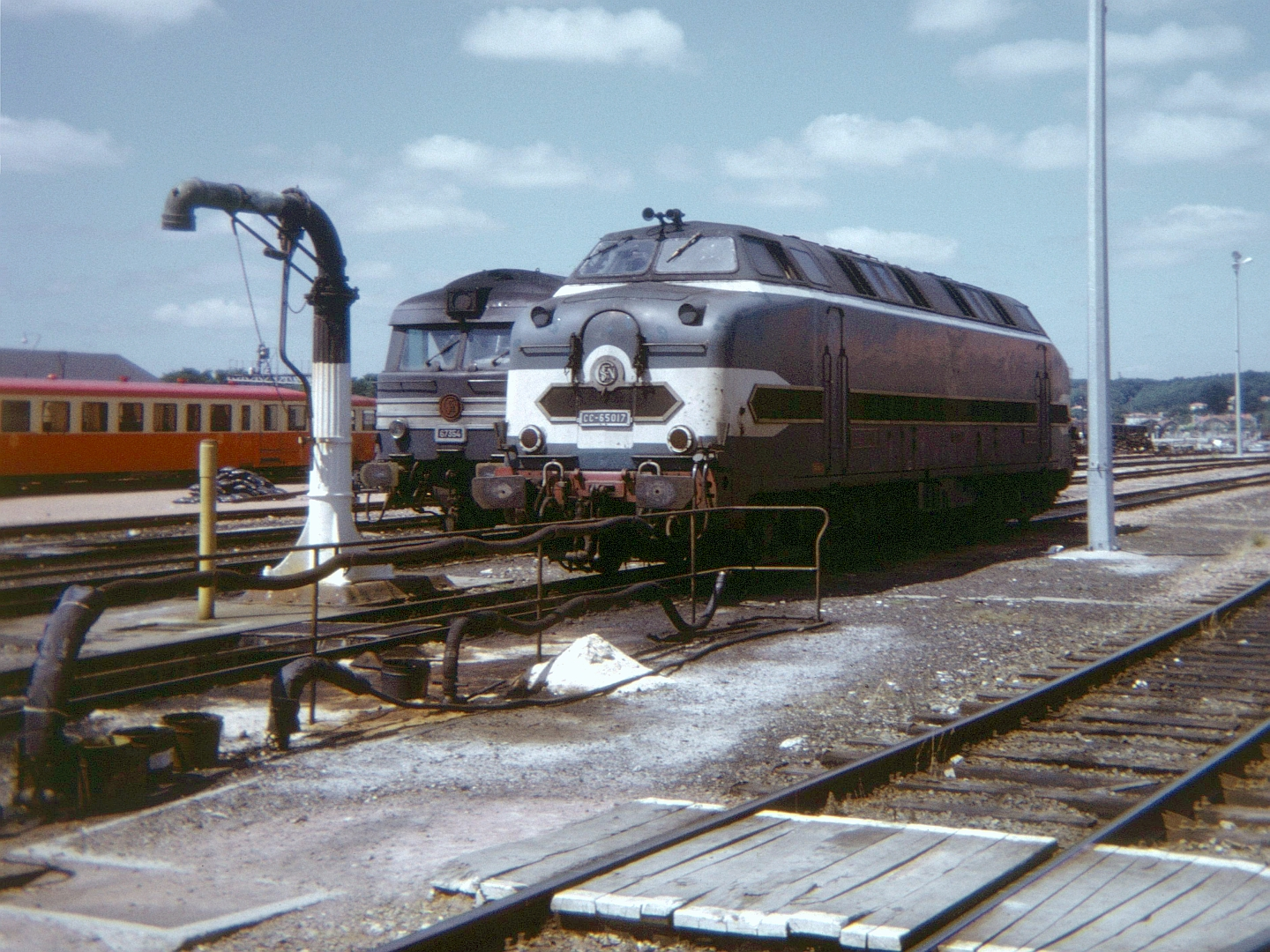
La CC 65017 de passage au dépôt de Saintes le 17 juillet 1974.

Les 060 DB 1 à 16, 18 et 20 sont attribuées à la région Ouest et le dépôt de la Rochelle-Bongraine devient alors titulaire de ces machines, leur fief allant de Nantes à Bordeaux (376 km), de La Rochelle à Poitiers (147 km) et d'Angoulême à Royan (113 km) avec des incursions sur Paimbœuf, Fouras et le Chapus. Le choix de ce dépôt n'est pas le fruit du hasard : La Rochelle est non seulement une gare de bifurcation, situation idéale pour vérifier que les 060 DB sont vraiment des machines mixtes, mais elle est aussi proche des raffineries de la Loire-Atlantique et de la Gironde, ce qui facilite grandement l'approvisionnement en gazole. Les 060 DB 17 et 19, rejointes en 1958 par les 060 DB 13, 14 et 15, sont affectées à des navettes entre les triages de Saint-Louis en France et Bâle-Muttenz en remplacement de locomotives à vapeur et dépendent du dépôt de Mulhouse-Ile-Napoléon. La livraison des locomotives destinées à la SNCF est légèrement retardée pour qu'Alsthom puisse honorer la commande argentine de 24 engins par la compagnie du chemin de fer General Roca. Trente-six machines en commande optionnelle et non confirmée par la SNCF seront vendues à la SNCFA (chemins de fer algériens)
En 1962, dans le cadre du plan général de renumérotation des engins moteurs de la SNCF, les 060 DB deviennent CC 65001 à 20 dans l'ordre de leur numérotation initiale.
En 1968, Nantes et la Rochelle reçoivent des BB 63500, qui viennent compléter l'effectif insuffisant des 65000 et permettent ainsi l'amélioration du service. Roulant, souvent en unité multiple, en tête des trains de voyageurs, les CC 65000 sont retirées de ce service sur la ligne Nantes — La Rochelle en 1971, avec l'arrivée des CC 72000, les chaudières étant déposées en 1978. En période de pointe, les CC 65000 se retrouvent parfois en tête de trains militaires ou de pèlerins, ou dans des compositions particulières.

### En tête des seuls trains de marchandises
Nantes devient titulaire de ces machines lors de la fermeture du dépôt de la Rochelle. Les CC 65000 n'étant plus aptes à remorquer des rames de voyageurs après la dépose de leur chaudière — celle-ci devient inutile dès lors que les rames voyageurs sont composées de voitures Corail, chauffées électriquement —, les dix dernières années de leur service sont dévolues à des messageries et des trains de régime ordinaire (RO), le plus souvent en unité double pour ne pas trop solliciter les moteurs. Jusqu'en 1983, ces engins effectuent des parcours mensuels supérieurs à 9 000 km.
La carrière de la CC 65010 s'est arrêtée 31 décembre 1981 par sa radiation à la suite d'un accrochage au dépôt de Bordeaux le 23 novembre 1979 et celle de la CC 65014 le 10 janvier 1985, alors qu'elle était en réparation différée (RD). D'autres ont été garées en bon état, les A1AA1A 68000 et les BB 67000/300 ainsi que les 400 puis les CC 72000, prenant petit à petit la relève.
Le transfert de quelques unités sur le chantier de construction de la ligne du TGV Atlantique est étudié, ce qui offrirait un sursis à ces machines trentenaires, mais il n'a pas eu lieu, les locomotives étant jugées trop anciennes, insuffisamment puissantes et d'un coût de maintenance trop élevé en raison de leur conception bimoteur.
Du 6 juin au 22 juillet 1988, les CC 65003 et CC 65012 sont envoyées sur la voie dite « des Gauches » à Villeneuve-Saint-Georges en raison d'indisponibilités de machines CC 65500 du dépôt de La Plaine.
Le record de kilomètres parcourus est réalisé par la CC 65001 avec 4 110 248 km parcourus du 8 janvier 1957 au 25 septembre 1988 ; cette machine est préservée au Musée français du chemin de fer à Mulhouse. Le principe d'une locomotive diesel de série à deux moteurs n'est plus jamais mis en application par la SNCF, les progrès technologiques permettant de construire des moteurs diesel à rotation rapide et de puissance élevée.

### Lignes parcourues sur l’Étoile deLa RochelleouLa Rochelle-Pallice

#### Services mixte régulier
- La Rochelle-Pallice ou La Rochelle - Niort - Poitiers[6]

- Nantes - Clisson - La Roche-sur-Yon - Les Sables-d'Olonne[6]

- Nantes - La Roche-sur-Yon - La Rochelle ou La Rochelle-Pallice - Rochefort - Saintes - Bordeaux[6]
- Rochefort - Fouras[6]
- Rochefort - Le Chapus[6]

- Nantes - Sainte-Pazanne - Pornic[6]

- Nantes - Saint-Gilles-Croix-de-Vie[6]

- Nantes - Savenay - Donges - Saint-Nazaire[6] jusqu'à l'électrification de la ligne au service d'été 1986

- Nantes - Savenay - Redon[6]
- Angoulême - Saintes - Royan[6]

#### Service marchandises régulier
- Mulhouse ou Ile-Napoléon - Saint-Louis - Bâle-Muttenz (de 1958 à 1960) en service international[6]

- Nantes ou Nantes-État - Sainte-Pazanne - Paimbœuf[6]
- Bordeaux - Hourcade[6]
- Saint-Mariens-Saint-Yzan - Blaye[6] (dont en 1981)

#### Service mixte occasionnel
- Nantes - Savenay - Donges - Saint-Nazaire - Le Croisic[6] jusqu'à l'électrification de la ligne au service d'été 1986

- Nantes ou Nantes-État - La Roche-sur-Yon - Thouars[6] voir prolongation jusqu'à la Gare de Saumur mais les A1A A1A 68000 du dépôt de Saint-Pierre-des-Corps prennent la relève sur celle-ci et ses branches.
- Niort - Parthenay - Thouars - Saumur - Château-du-Loir - Courtalain - Chartres[6]
- Royan - Gémozac[6]
- Royan - La Grève[6]
- Saintes - Saint-Jean-d'Angély[6]

#### Service marchandises occasionnel
- Nantes ou Nantes-État - Angers - Le Mans[6] jusqu'à l'électrification de la ligne au service d'hiver 1983

- Nantes ou Nantes-État - Redon - Quimper ou Rennes[6]
- Niort - Saint-Jean-d'Angély[6]

### Dépôts titulaires
Les CC 65000 sont, dès leur mise en service, affectées au dépôt de La Rochelle-Bongraine, à l'exception de cinq exemplaires qui rejoignent très vite le dépôt de Mulhouse-Île-Napoléon avant qu'elles ne reviennent à La Rochelle entre avril et mai 1960. À la fermeture de ce dernier dépôt qui sert de relais, l'ensemble de la série est muté sur celui de Nantes-Blottereau du 7 janvier officiellement le 15 jusqu'au 1er février 1979 où les dernières machines sont réformées le 25 septembre 1988.
Si l'entretien ordinaire des locomotives est assuré par les dépôts titulaires, les révisions sont confiées à l'atelier de Nevers puis à celui de Sotteville-Quatre-Mares.
| Engin    | Mise en service | Radiation         | km parcourus |          | Engin              | Mise en service   | Radiation | km parcourus |
| -------- | --------------- | ----------------- | ------------ | -------- | ------------------ | ----------------- | --------- | ------------ |
| CC 65001 | Décembre 1956   | 25 septembre 1988 | 4 110 248    | CC 65011 | 26 juillet 1957    | 25 septembre 1988 | 3 894 556 |              |
| CC 65002 | 20 mars 1957    | 25 septembre 1988 | 3 937 570    | CC 65012 | 4 juillet 1957     | 25 septembre 1988 | 3 957 143 |              |
| CC 65003 | 15 février 1957 | 25 septembre 1988 | 3 850 999    | CC 65013 | 24 mai 1957        | 4 janvier 1988    | 3 521 205 |              |
| CC 65004 | 20 mars 1957    | 25 septembre 1988 | 3 912 329    | CC 65014 | 24 mai 1957        | 10 janvier 1985,  | 3 464 697 |              |
| CC 65005 | 10 avril 1957   | 25 septembre 1988 | 3 759 063    | CC 65015 | 8 juillet 1957     | 7 décembre 1987   | 3 552 439 |              |
| CC 65006 | 17 mai 1957     | 25 septembre 1988 | 3 925 112    | CC 65016 | 4 juin 1957        | 25 septembre 1988 | 3 421 914 |              |
| CC 65007 | 26 avril 1957   | 25 septembre 1988 | 3 898 483    | CC 65017 | 1er septembre 1957 | 3 mars 1988       | 3 467 830 |              |
| CC 65008 | 9 mai 1957      | 25 septembre 1988 | 3 758 637    | CC 65018 | 18 janvier 1958    | 7 décembre 1987   | 3 603 424 |              |
| CC 65009 | 26 mai 1957     | 7 juin 1988       | 3 763 664    | CC 65019 | 15 mars 1958       | 10 février 1988   | 3 444 310 |              |
| CC 65010 | 3 juin 1957     | 31 décembre 1981  | ?            | CC 65020 | 2 juillet 1958     | 7 décembre 1987   | 3 577 292 |              |

### Les CC 65000 hors de la SNCF

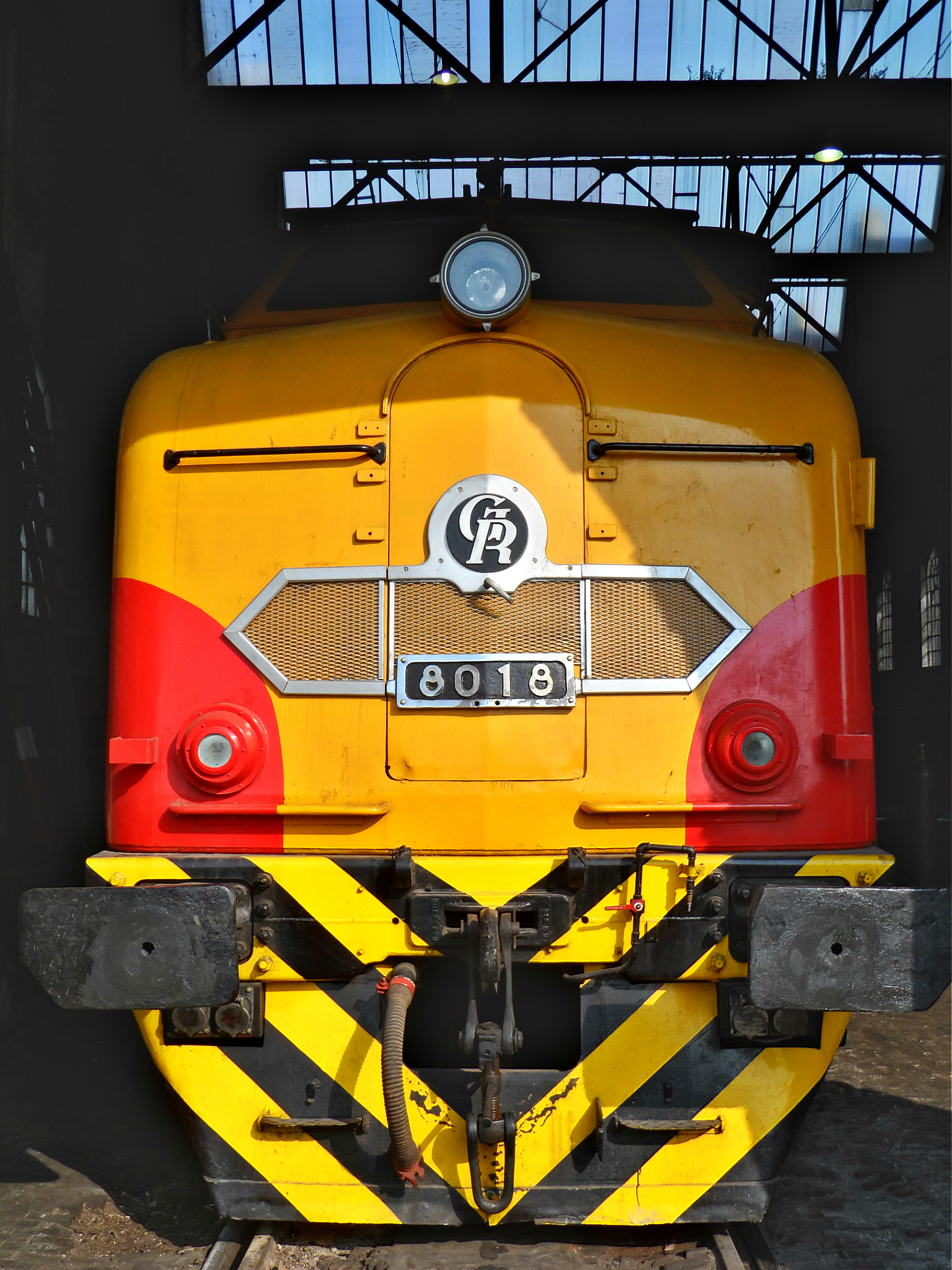
La 8018 (ex. 5218) General Roca.

En 1956, les chemins de fer algériens passent commande de 8 locomotives dérivées des CC 65000 (060 DC 1 à 8). Livrées en 1957, elles en diffèrent par des moteurs MGO à 16 cylindres plus puissants (2 200 ch). Mises en service en 1957, elles sont affectées à la traction de rames voyageurs ou de marchandises. Une commande supplémentaire de 28 locomotives est livrée entre 1958 et 1962 (060 DC 9 à 37). Ces dernières machines ne possèdent pas, à la différence des précédentes, de chaudière ; elles sont dévolues à la remorque de lourds trains de produits pétroliers ou de minerai. Certaines 060 DC reçoivent des blindages de vitres de cabine. Supplantées par des séries plus modernes, elles sont radiées, pour les dernières, en 1982.
C'est aussi en 1956 que la compagnie ferroviaire argentine General Roca commande 25 locomotives proches des CC 65000 (série 5201 à 5225 puis 8001 à 8025). Un peu plus puissantes, équipées de bogies pour voie large (1,676 m), dotées de systèmes d'éclairage et de freinage différents des unités françaises, elles n'ont pas de chaudière pour le chauffage de rames voyageurs. Elles commencent à circuler en 1957, tractant toutes sortes de trains au départ de Buenos Aires. La dernière d'entre elles est réformée en 1981 mais un exemplaire est préservé pour figurer dans un musée.
En 1957-1958, la locomotive 060 DB 6 effectue des essais sur le réseau espagnol de la Renfe après adoption d'un groupe électrogène (moteurs et génératrices) plus puissant et de bogies adaptés à la voie large ; ces essais ne débouchent cependant sur aucune commande.

## Machines préservées
La CC 65001 est exposée à la Cité du train, à Mulhouse.
La CC 65005 fut restaurée en état de marche par l'Agrivap pour la traction de navettes marchandises alimentant une cartonnerie sur la ligne du Train touristique du Livradois-Forez à partir de novembre 1989. Ses prestations se réduisant au fil des années en raison de difficultés de maintenance au profit de machines plus récentes, elle cessa de rouler le 18 novembre 2013. La locomotive fut revendue en 2021 au train des mouettes, qui la fit transférer au technicentre industriel SNCF de Saintes, début janvier 2022.
L'association des Trains à vapeur de Touraine (TVT) rachète en 1988-1989 les CC 65004, 65006 et 65012 qui sont transférées au dépôt de l'association à la Gare de Richelieu. Après une période d'utilisation commerciale et touristique autour de Richelieu jusqu'en 1992 (Joué-lès-Tours — Chinon — Saint-Jean-de-Sauve, Chinon — Richelieu, Loudun — Le Bouchet et Arçay — Thouars), les CC 65004 et 65012 sont utilisées par la Société générale de chemins de fer et de transports automobiles (CFTA) dans le nord et l'est de la France puis mises à la ferraille à Gray en 1998. La CC 65006, pour sa part, est temporairement louée par l'entreprise de travaux ferroviaires R. Vecchietti — la raison sociale de l'entreprise est peinte en lettres rouges sur les flancs de la caisse — et employée à la traction de divers trains de chantiers ; elle est envoyée à la ferraille en 2003 à Clamecy où elle était garée depuis longtemps,.

## Modélisme

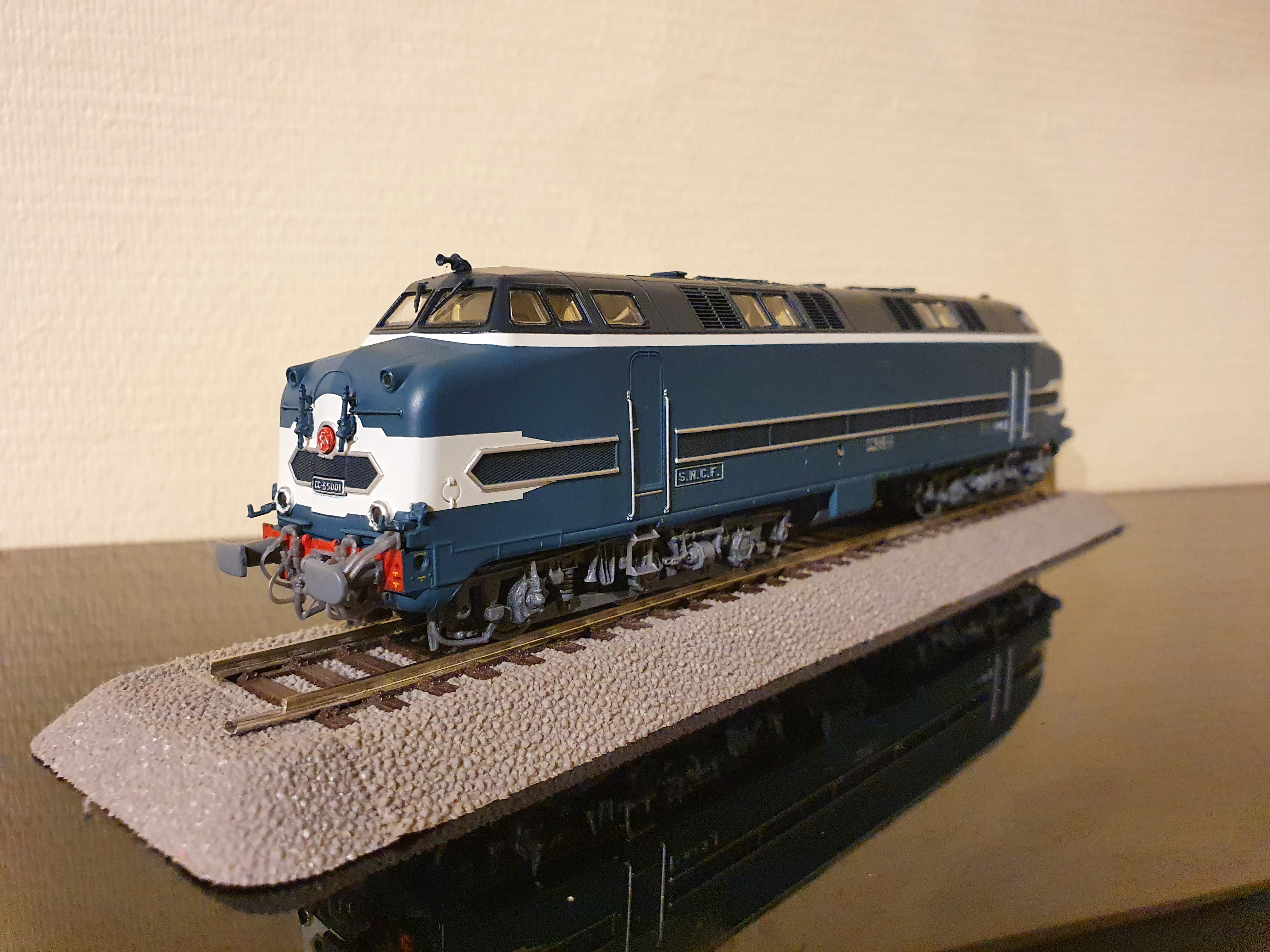
La CC 65001 Mistral Trains Models.

Les CC 65000 sont reproduites à l'échelle HO sous différents numéros et différentes livrées (SNCF, entreprises ou associations) par les firmes JEP, VB (puis Lejeune), HOrnby-acHO, Troby dans les années 1960, Atmofer, Carpena & Goupille (la CC65001 qui est décrite dans la revue de modélisme ferroviaire "Le Train"numéro 15 de mai 1989 pages 16 et 17) , DJH - Model Loco et plus récemment (2009) Mistral Trains Models et Lematec.
A l'Echelle N les marques P.B. Maquettes et Trains N'co reproduisent un modèle.

### Films documentaires
- [vidéo] « La raison du diésel », André Périé (réalisateur), 1958, 25:50 min, Section Centrale Cinématographique de la SNCF